# Solana Beach
Solana Beach ist eine Stadt im San Diego County im US-Bundesstaat Kalifornien der Vereinigten Staaten. Das U.S. Census Bureau hat bei der Volkszählung 2020 eine Einwohnerzahl von 12.941 ermittelt.
Das Stadtgebiet hat eine Größe von 9,3 km² und befindet sich an der Interstate 5.